# 磯部氏 (宇多源氏)
磯部氏（いそべし）は、日本の氏族。宇多源氏流佐々木盛綱を祖とする佐々木党であり、加地氏の庶流。
盛綱が上野国碓氷郡磯部郷（現・群馬県安中市磯部）に住んだことが、建仁元年（1201年）五月十四日の『吾妻鏡』の条にみえる。
『尊卑分脈』は、宇多源氏佐々木氏の分かれ、加地信実の子秀忠を礒部とする。

## 安芸国礒部家
芸藩通志、賀茂郡の条に「礒部氏、寺家村、先祖礒部左近秀実、佐々木盛綱七世の孫にして建武年中上野国磯部より此に来りて里社の奉祀となる。」「また、この氏人ならむと思はるる礒部氏がこと、太平記巻の二十七に見ゆ。いはく。かかりし後はいよいよ師直権威重く成て、三条殿方の人々は面を低れ眉をひそむ。中にも右兵衛佐直冬は、中国の探題にて備後の鞆におはしけるを、師直近国の地頭・御家人に相触て討ち奉れと申し遣はしたりければ、同九月十三日、杉原又四郎二百余騎にて押寄たり。にわかの事なれば防ぐべき兵も少なくて、直冬朝臣すでに誅せられ給ひぬべかりしを、礒部左近将監が若党散々に防ぎけるが、いづれも屈強の手だれにて志ざす矢坪を違へず射ける矢に、十六騎に手負て、十三騎馬よりさかさまに射て落としたり。」とある。
この芸藩通誌にある礒部家は現在も続いており、「いそべ」の字を「礒部」としているので、ここではそれに従った。
また、この礒部家では、分家を出すと必ずその分家は滅ぶと言い伝えており、継嗣以外の兄弟は他家へ養子へ出されてきた経緯が有り、安芸国近郊には分家は存在しない。
ただし、例外として、下記の江戸幕臣磯部家のように、遠方への同家支流は存在するようである。
系図
```
　　　　　　┃
　　　　
佐々木盛綱

　　　　　　┃
　　　　 
加地信実
（佐々木信実）
　　┏━━━╋━━━━━━━┳━━━━━┳━━━━━┓
 　
実秀
　　
礒部秀忠
　　　　
時秀
　　　　
信重
　　　
倉田義綱

(
加地氏
へ) ┃ 　　　　（
新発田氏
へ）（
竹俣氏
へ）　　
　　　　　 秀綱
　　　　　　┃
　　　　　 景秀
　　　　　　┃
　 　　　　景光  
　　　　　　┃
　 　　　　秀実(神官となる、
安芸国
にあり) 
　　　　　　┃ 
　　　　　(数代略) 
　　　　　　┃
　　　　　 秀純(
毛利元就
が鏡山合戦の砌七日七夜祈祷した)
　　　　　　┣━━━━┳━━━━┓
 　 　 　　重興　　　景純　　　重徳
　　　　　　┃　　　(
毛利家
臣)(
毛利家
臣)
```

## 江戸幕臣磯部家
安芸国礒部家の子孫が「寛政重修諸家譜」にみえる。
系図
```
　　　　　 盛利
　　　　　　┃
　 　　　　盛高 (六代
将軍
徳川家宣
、
小姓組
)
　　　　　　┃
　 　　　　盛安 
　　　　　　┃ 
　　　　　 盛恭 
　　　　　　┣━━━━┓
　　　　　 盛中　　　盛純
　　　　　　┃
　　　　　 盛保
　　　　　　┣━━━━┳━━━━┓
 　 　 　　盛重　　　盛方　　　盛春
　　　　　　┃
```

## 近江国磯部家
加地信実の六男・左衛門尉時基は近江国甲賀郡石部（現・滋賀県湖南市）を賜り、石部と名乗らず磯部を名乗った。現在は‘いしべ’と発音するが‘いそべ’とも発音したためである。
系図
```
　　　　　 
加地信実

　　　　　　┃
　 　　　　
時基
(六郎左衛門尉)
　　　　　　┣━━━┳━━━┳━━━┓
　　　　　 基氏　　二郎　　四郎　　五郎
　　　　　　┃
　　　　　 二郎
```